# コーラック
コーラック（Colac）は、日本の大手医薬品メーカーである大正製薬から発売されている便秘薬のブランド名。「ピンクの小粒 コーラック」のキャッチフレーズで知られている。
重度の便秘でも効果がある便秘薬として知られ、薬局やドラッグストアなどでも常置されている薬品である。女性に常用者が多い。

## 歴史
コーラックは元々、アメリカ合衆国の製薬会社リチャードソン・ヴイックス社の製品であった（日本での発売元はヴイックス社の日本法人であった日本ヴイックスである）。
1985年に日本ヴイックスの親会社であるリチャードソン・ヴイックス社がプロクター・アンド・ギャンブル（P&G）の傘下となり、1988年春にその日本ヴィックスが社名を『プロクター・アンド・ギャンブル・ヘルスケア』（P&Gヘルスケア）に変更したため、これ以後はP&Gの製品として販売された（なお、P&Gが持っていたのは販売権のみで、製造はドイツの製薬企業ベーリンガーインゲルハイムが行っていた）。
1994年にP&Gヘルスケアと新しくP&G傘下となったマックスファクターが統合され、販売元がマックスファクター（現・P&Gプレステージ合同会社）に変更されても、引き続きP&G製品として販売されていた。
1997年にP&Gが事業再編に伴い、日本におけるコーラックの全事業を大正製薬に売却し、現在に至っている（後にP&Gは2002年に大正製薬へ日本におけるヴイックスの事業も譲渡している）。
なお、日本以外の「コーラック」の事業は引き続きP&Gが行っている。

## 製品一覧

### 現在
2017年4月に全製品のパッケージが刷新され、コーラック（瓶入りを除く）、コーラックII、コーラックファースト、コーラックハーブは従来の横型から縦型となった。
コーラック【第2類医薬品】
ビサコジルのみの単味剤。1988年夏に400錠入りが追加される。2000年8月に容量アップと希望小売価格の値下げを実施。後に350錠瓶入りを追加発売している。
コーラックII【第2類医薬品】
2004年11月発売。ビサコジルに加えてDSS（ジオクチルソジウムスルホサクシネート）を配合。始めは1錠を服用し、症状を見ながら服用量を調節する。発売当初、服用年齢は15歳以上となっていたが、2009年秋から服用年齢が11歳以上に引き下げられた。
コーラックファースト【第2類医薬品】
2013年1月発売。1錠中のビサコジルの配合量をコーラックIIの半量（2.5mg）としたもの。コーラックII同様5層コートを採用するほか、始めは1錠を服用し、症状を見ながら服用量を調節する。11歳から服用可能。既存のコーラックシリーズと異なるピンクのドット柄のパッケージで包装箱のサイズは小ぶりとなっている。
コーラック坐薬タイプ【第3類医薬品】
2003年6月発売。炭酸水素ナトリウムと無水リン酸二水素ナトリウムを配合した坐薬タイプ。12歳から使用可能。発売当初は水色のパッケージだったが、2017年4月のパッケージリニューアルにより「コーラック」と同じピンク色に統一された。（製造販売元:京都薬品工業）
コーラックMg【第3類医薬品】
2019年4月発売。非刺激性成分の酸化マグネシウムを配合。服用年齢は5歳以上。水色のパッケージデザインを採用する。なお、製造販売元のマグミット製薬は2024年に同等商品を「マグミットK」として自社販売している。（製造販売元：マグミット製薬）
コーラックハーブ【指定第2類医薬品】
2000年8月発売。センナ（センノシド）と甘草（甘草エキス末）の2種類の生薬由来成分を配合。P&G時代の商品名は『コーラックS』。『S』は『生薬』の頭文字だが、『スーパー』や『スペシャル』の頭文字と誤解される事が多かったため、中部地区での限定発売→全国発売を経て、大正製薬に譲渡されてから製品名が変更された。（製造販売元：明治薬品）
コーラックファイバーplus【第3類医薬品】
2020年10月発売。食物繊維のプランタゴ・オバタ種皮と酸化マグネシウムの2種類の非刺激性成分が配合された水又は湯に溶かして服用するタイプ。スティック包装で、服用年齢は3歳以上。黄色のパッケージデザインを採用する。（製造販売元:新新薬品工業）
コーラックファイバーs（販売名：爽快生活スマートプラン）【指定医薬部外品】
2022年10月発売。食物繊維のプランタゴ・オバタ種皮と腸の働きを整える2種類の成分（タイソウ末・パントテン酸カルシウム）を配合した顆粒タイプでスティック包装としている。コーラックブランドとしては初となる指定医薬部外品の便秘薬で、コンビニエンスストアで販売されている。（製造販売元:日本製薬工業）

### 過去
コーラックソフト【第2類医薬品】
2000年8月発売。ピコスルファートナトリウム水和物を配合。発売当初は大容量の120錠も設定されていたが、後に40錠のみとなった。コーラックファーストへ継承したため、2015年に製造終了。
コーラックファイバー【指定第2類医薬品】
2004年3月発売。食物繊維のプランタゴ・オバタ種皮と2種の生薬（ケツメイシ・センナ）を配合。ココア味の顆粒タイプでスティック包装としている。当初はオレンジのパッケージとなっていたが、後に濃いピンクのパッケージとなり、容量を変更（48包を廃止する代わりに、小容量サイズの12包を追加。24包は発売当初より設定）。2017年4月のパッケージリニューアルにより黄緑色のパッケージデザインとなった。（製造販売元:日本製薬工業）

## 効能
コーラック（ノーマルタイプ）は便秘薬の中でも、峻下剤と言われる部類の下剤である。効能はかなり強く、通常服用量は1日1回2錠だが、初めて服用する場合は最少量の1錠からがいいといわれている。主な成分はビサコジルであり、胃で溶けずに腸で直接作用して刺激によって腸に蠕動運動を起こさせ排便させる仕組みになっている。
強力な効能の下剤ゆえに腹痛や下痢などの副作用を伴う事がある。また、癖になりやすいと言われており、常用すると量を増やさないと効かなかったり、残便感や腹部の張りを強く感じたりする。特に毎日の様に服用するとすぐに効かなくなってしまい服用量が増えていく傾向にある。
更に通常の服用量を遥かに越えて、1日に数十錠～100錠以上を服用しなければならなくなったり、作用によって下痢をして排便をする事が快感になって止められなくなってしまう下剤依存症に陥る場合があり、常用には注意が必要である。
上記の症状は、インターネットの2ちゃんねる等に下剤乱用をする人の為のスレッドにおいて、多数見受けられる。同時に摂食障害を患っている場合も多く、サプリメントと同じ感覚で服用している場合やダイエットのつもりで服用している場合などもある。
なお、現在の「コーラック」シリーズは服用量の調節を容易にするためにビサコジルの配合量を減らした製品（コーラックファースト）やビサコジルを別の成分に置き換えることで腹痛が起きにくく、癖になりにくいとされている非刺激性処方とした製品（コーラックMg、コーラックファイバーplus、コーラックファイバーs）があるなど、P&Gからの譲受当初よりもラインナップが細分化されている。

## CM出演者
現在
- 現在はなし

過去
- 大正製薬時代
  - コーラックファイバー - 飯島直子
  - コーラックハーブ - 小池栄子[1]
  - コーラック - コーラッコ
    - コーラッコは商品名に肖ったラッコのキャラクター。

  - コーラック - デナーシカ
    - デナーシカはシカのキャラクター。ちなみに『デナーシカ』の声は相沢舞が務めている。

なお、日本ヴイックス時代とP&G時代は有名タレントは起用していなかったが、1987年頃にモデル女性の吹き替えとして、声優の小山茉美が起用されていた。

## その他
絵柄
コーラックの絵柄は日本ヴイックスが発売元だった1988年まではピンクの円の中にコーラックの主成分である『ビサコジル』の構造図が描写されていたが、P&Gが発売元となった1989年以降は女性が背伸びで大きく腕を上げる姿をモチーフにしたものとなっている。
2024年2月には、「コーラックII」の企画品として、あさみみちゃんデザインの限定パッケージが発売された。
都市伝説
『笑点』に出演している落語家の三遊亭好楽がピンクの着物を着ているのはこのコーラックに肖ったもの（コーラック→好楽）だという都市伝説があるが、無関係である（好楽が現在の名前になった1983年春頃も笑点に出演しているが、その頃は水色の着物であり、また前名の林家九蔵時代にもピンクの着物を着ている）。
訴訟問題
1994年、皇漢堂製薬が製造する『ビューラック』のロゴ等がコーラックに酷似しているとして神戸地方裁判所にビューラックの販売差し止めを求め、当時の発売元であるP&Gが提訴（のちに和解）したことがある。

### 旧P&Gの商品関連

#### 現在大正製薬が販売している旧P&Gの商品
- ヴイックス メディケイテッド ドロップ - 2002年に事業譲渡されたのど治療薬。旧P&Gヘルスケア時代の名称は「ヴィックス コフドロップ」だった。
- ヴイックスヴェポラッブ - 2002年に事業譲渡された塗布風邪薬。
- カルシックス - 元々はP&Gの「ハボーン」が由来のカルシウム製剤。

#### その他の旧P&Gの商品
- ミューズ - 2008年にレキットベンキーザー・ジャパンに事業譲渡された薬用石鹸。元々はミツワ石鹸の商品で、経営破綻時に事業をP&G社に譲渡した。
- クレアラシル - 2000年にブーツ・ヘルスケアに事業譲渡されたニキビ治療薬。その後、2006年にレキットベンキーザーに譲渡された。
- ミルトン - 1998年に杏林製薬に事業譲渡された哺乳瓶の消毒液。
- アテント - 2007年に大王製紙（エリエールブランドに移行）に事業譲渡された介護用紙オムツ。
- プリングルズ - 2012年にケロッグに事業譲渡されたポテトチップス。日本でも現在は日本ケロッグが販売している。
- マックスファクター - 2015年にアメリカの香水会社コティに事業譲渡された化粧品ブランド。コーラックが大正製薬に事業譲渡する前の販売元。